# Ellys Leon
Ellys Delvis Naranjo Leon (Provincia de Granma, 26 de noviembre de 1985), más conocida como Ellys Leon, es una cantautora cubana de música urbana, cuyos temas van desde el reguetón, pasando por la electrónica, hip hop, moombahton, pop latino o R&B.

## Biografía
Desde pequeña se inclinó por la música y participó activamente en las actividades culturales de la escuela, de la comunidad y de la familia. 
En 1999, con 14 años, ingresó a la Escuela de Instructores de Arte (EIA) de Provincia de Granma donde estudió dirección coral. Después de cuatro años de estudios se graduó como profesora de arte en la especialidad de música dirección coral. Más tarde, empezó a trabajar como profesora de arte en la escuela primaria Sergio Luis Ferriol de La Habana Vieja.
En 2003, con 18 años, obtuvo su primer contrato en el extranjero como cantante con una compañía artística rusa. Este contrato le permitió actuar durante seis meses en varias ciudades de Rusia y, más tarde, en diferentes países como Alemania, Egipto, Turquía, España, Montenegro, entre otros. 
En 2010 ingresó a la Escuela de actores Mario Bolaños donde estudió durante cuatro años actuación para cine, teatro y televisión. En 2014 se graduó del máster en interpretación para cine y televisión.
En 2021, el artista lanzó su nueva canción titulada Tú y yo, un tema grabado con MIR Motbinama International Records que ha obtenido más de 2 millones de reproducciones en dieciocho días en YouTube, entrando en el Top 6 de los temas más escuchados en Bogotá y México.